# Петрова, Иванка
Иванка Петрова (в замужестве — Стойчева; болг. Иванка Петрова (Стойчева); 3 февраля 1951, Перник — 18 февраля 2007) — болгарская легкоатлетка, выступавшая в толкании ядра. Участница летних Олимпийских игр 1980 года.

## Биография
Иванка Петрова родилась 3 февраля 1951 года в болгарском городе Перник.
Выступала в легкоатлетических соревнованиях за софийский «Левски». В 1978 и 1979 годах дважды становилась чемпионкой Болгарии в толкании ядра.
Дважды выступала на летних Универсиадах. Оба раза занимала 4-е место: в 1977 году в Софии с результатом 19,12 метра, в 1979 году в Мехико — 19,13.
В 1978 году заняла 6-е место на чемпионате Европы в Праге с результатом 18,85.
В 1979 году выиграла Балканский чемпионат в Пирее и стала бронзовым призёром Кубка Европы в Турине (19,63).
В 1980 году вошла в состав сборной Болгарии на летних Олимпийских играх в Москве. В толкании ядра заняла 11-е место с результатом 19,37, уступив 3,04 метра завоевавшей золото Илоне Слупянек из ГДР.
Умерла 18 февраля 2007 года.

## Личный рекорд
- Толкание ядра — 21,01 (28 июля 1979, София)[2][8]